# Molophilus (Molophilus) electus
Molophilus (Molophilus) electus is een tweevleugelige uit de familie steltmuggen (Limoniidae). De soort komt voor in het Australaziatisch gebied.